# Atractaspis engaddensis
Atractaspis engaddensis är en ormart som beskrevs av Haas 1950. Atractaspis engaddensis ingår i släktet jordhuggormar, och familjen Atractaspididae. IUCN kategoriserar arten globalt som livskraftig. Inga underarter finns listade.
Arten förekommer från östra Egypten (Sinai) över Israel till Jordanien och till Arabiska halvön.